# مت برونتون
مت برونتون (انگلیسی: Matt Brunton؛ ۲۰ آوریل ۱۸۷۸ – ۲۹ دسامبر ۱۹۶۲) بازیکن فوتبال اهل بریتانیا بود.
از باشگاه‌هایی که در آن بازی کرده‌است می‌توان به باشگاه فوتبال پرستون نورث اند، باشگاه فوتبال اولدهام اتلتیک، باشگاه فوتبال نلسون، باشگاه فوتبال برنلی، و باشگاه فوتبال لستر سیتی اشاره کرد.